# Saetta (cacciatorpediniere)
Il Saetta è stato un cacciatorpediniere della Regia Marina.

## Storia
Nel 1936-1938 partecipò alla guerra civile spagnola. L'11 agosto 1937, durante tale conflitto, silurò e cannoneggiò nel Canale di Sicilia la nave cisterna spagnola repubblicana Campeador, che fu incendiata (con 12 morti fra i 42 membri dell'equipaggio) ed affondò.
All'ingresso dell'Italia nella seconda guerra mondiale era inquadrato nella VII Squadriglia Cacciatorpediniere, insieme ai gemelli Freccia, Dardo e Strale.
Alle 14.10 del 7 luglio lasciò Taranto unitamente ai gemelli, alle corazzate Giulio Cesare e Conte di Cavour ed alla VIII Squadriglia Cacciatorpediniere (Folgore, Fulmine, Lampo e Baleno) in appoggio ad un convoglio per la Libia (trasporti truppe Esperia e Calitea, motonavi Marco Foscarini, Francesco Barbaro e Vettor Pisani, con la scorta delle torpediniere Orsa, Procione, Orione, Pegaso, Abba e Pilo).
Tale formazione si unì poi alla I e II Squadra Navale, partecipando alla battaglia di Punta Stilo del 9 luglio.
Il 27 novembre, salpato da Napoli insieme alle corazzate Giulio Cesare e Vittorio Veneto, ai gemelli Freccia e Dardo ed alla XIII Squadriglia Cacciatorpediniere (Granatiere, Fuciliere, Bersagliere, Alpino) prese parte all'inconclusiva battaglia di Capo Teulada.
Ad inizio 1941 subì alcuni lavori che comportarono la sostituzione degli impianti binati Breda Mod. 31 da 13,2 mm in plancia con due mitragliere singole Breda 20/65 Mod. 1935, e quella dei due pezzi illuminanti da 120 con altrettanti impianti binati da 20 mm.
Il 22 gennaio scortò da Napoli a Trapani, insieme al gemello Freccia, i trasporti truppe Marco Polo, Conte Rosso, Esperia e Victoria (il convoglio proseguì per Tripoli sotto la scorta della XIV Squadriglia cacciatorpediniere).
Dal 5 al 7 febbraio scortò da Napoli a Tripoli, unitamente ai cacciatorpediniere Freccia e Tarigo (cui poi si aggiunse, il 6, l'incrociatore leggero Bande Nere) un convoglio composto dai trasporti truppe Marco Polo, Conte Rosso, Esperia e Calitea; scortò poi le unità anche sulla rotta di rientro, dal 9 all'11 febbraio.
Il 21 febbraio stava scortando – insieme ai cacciatorpediniere Freccia e Turbine – un convoglio composto dai trasporti Heraklea, Maritza e Menes, in rotta Napoli-Tripoli, quando il sommergibile britannico Regent silurò il Menes; il Saetta dapprima diede la caccia al sommergibile, danneggiandolo, poi prese a rimorchio il danneggiato Menes e lo trainò a Tripoli.
Il 24 febbraio 1941 scortò da Napoli a Tripoli, insieme ai cacciatorpediniere Baleno, Geniere e Camicia Nera ed alle torpediniere Aldebaran ed Orione, i trasporti truppe Marco Polo, Conte Rosso, Esperia e Victoria. Come scorta indiretta si aggiungevano gli incrociatori leggeri Diaz e Bande Nere ed i cacciatorpediniere Ascari e Corazziere: l'indomani il sommergibile britannico Upright silurò il Diaz, che s'inabissò in posizione 34°33' N e 11°45' E, trascinando con sé la maggior parte del proprio equipaggio.
Dal 2 al 5 aprile scortò da Napoli a Tripoli, insieme al cacciatorpediniere Turbine ed alla torpediniera Orsa, un convoglio composto dai trasporti Alicante, Tembien, Maritza, Procida e Santa Fe.
Dal 21 al 24 aprile fu di scorta (unitamente ai cacciatorpediniere Turbine, Strale e Folgore) ad un convoglio composto dai mercantili Giulia, Castellon, Arcturus e Leverkusen in navigazione da Napoli a Tripoli.
Il 1º maggio fece parte (insieme ad altri tre cacciatorpediniere) della scorta di un convoglio di cinque mercantili che fu attaccato dal sommergibile HMS Upholder: in un primo attacco fu colpita a morte la motonave Arcturus e seriamente danneggiata un'altra, la Leverkusen, affondata più tardi con il lancio di altri siluri nonostante il tentativo, da parte del Saetta, di rimorchiarla.
Il 21 luglio fece parte della scorta (insieme a Folgore, Fulmine ed Euro) di un convoglio composto dai piroscafi Maddalena Odero, Nicolò Odero, Caffaro e Preussen in rotta Napoli-Tripoli, cui poi si aggiunsero la nave cisterna Brarena, il cacciatorpediniere Fuciliere e la torpediniera Pallade: aerosiluranti Fairey Swordfish dell'830° Squadron britannico attaccarono le navi l'indomani al largo di Pantelleria, affondando il Preussen e la Brarena.
Il 23 novembre scortò da Trapani a Tripoli, insieme al cacciatorpediniere Usodimare, la moderna motonave Fabio Filzi.
Il 13 dicembre, nell'ambito dell'operazione «M 41», partì da Taranto per scortare a Bengasi, insieme al cacciatorpediniere Malocello ed alla torpediniera Pegaso, il convoglio «N», formato dalla sola motonave Ankara (la «M 41» fu però poi interrotta).
Il 16 dicembre salpò nuovamente da Taranto per scortare a Tripoli, insieme alla torpediniera Pegaso, la motonave tedesca Ankara; il 18 tale unità venne dirottata su Bengasi.
Il 14 giugno 1942, durante la Battaglia di mezzo giugno, fu mandato a fornire assistenza, assieme ai cacciatorpediniere Pigafetta e Camicia Nera, all'incrociatore pesante Trento, danneggiato da un aerosilurante: coprì l'unità colpita con cortine fumogene (lo stesso fece il Camicia Nera) mentre il Pigafetta si preparava a prenderlo a rimorchio; il Trento fu però nuovamente silurato, ed affondato, dal sommergibile HMS P 35 ed il Saetta a quel punto non poté, insieme al Pigafetta ed al Camicia Nera, che soccorrerne i naufraghi.
Sempre in giugno fece parte, insieme al cacciatorpediniere da Recco, della scorta delle motonavi Monviso ed Ankara in rotta per la Libia; il convoglio fu prima attaccato da un sommergibile con il lancio di tre siluri, cui il Saetta reagì con mezz'ora di infruttuosa caccia antisommergibile, poi fu attaccato da aerei: Saetta e Da Recco coprirono i mercantili con cortine fumogene ed abbatterono un aerosilurante (danneggiato dal Da Recco ed incendiato e distrutto dal Saetta), conducendo poi i mercantili intatti a Bengasi e scortandoli anche sulla rotta di ritorno (subendo altri infruttuosi attacchi aerei e subacquei).
Il 17 agosto (al comando del capitano di corvetta Enea Picchio) scortò da Bengasi verso Brindisi, insieme al Da Recco ed alle torpediniere Castore ed Orione, le moderne motonavi Nino Bixio e Sestriere; quando – alle 15.35 – la Bixio venne gravemente danneggiata da due siluri del sommergibile HMS Turbulent (era carica di prigionieri e vi furono 434 morti), il Saetta la prese a rimorchio e la condusse a Navarino con un traino durato oltre ventiquattr'ore.
Sempre in agosto stava scortando i piroscafi Milano ed Aventino quando, per via degli attacchi aerei, il convoglio fu dirottato per la Grecia, potendo poi però proseguire per Bengasi.

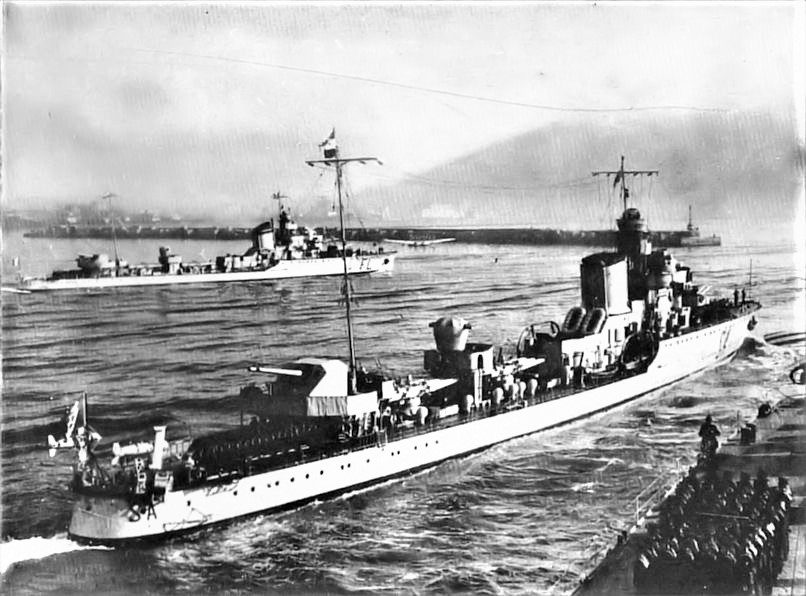
Il Saetta (a destra) ed il cacciatorpediniere Fulmine, 1938

Nel corso del 1942 fu munito dell'attrezzatura per rimorchi veloci, trainando in Libia sommergibili disarmati convertiti in depositi galleggianti per combustibili; svolse due missioni di questo tipo con il vecchio sommergibile Domenico Millelire, divenuto pontone GR 248. Il 13 dicembre trainò infatti il Millelire, carico di 443 tonnellate di gasolio.
Il 4 ottobre si aggregò, insieme al cacciatorpediniere Camicia Nera, alla scorta (della quale facevano già parte i cacciatorpediniere Folgore e Zeno e la torpediniera Antares) della motonave Sestriere, partita da Brindisi e diretta a Bengasi con un importante carico (3030 t di combustibili, 70 di munizioni, 28 carri armati, 144 veicoli, 1060 t di altri materiali). Nonostante continui attacchi di bombardieri statunitensi, le unità giunsero in porto indenni alle 11.30 del 7 ottobre.
Tra fine 1942 ed inizio 1943 fu sottoposto a lavori di modifica, quali la sostituzione del complesso lanciasiluri poppiero con 2 mitragliere da 37 mm e l'imbarco di 3 mitragliere singole da 20 mm.
Ad inizio 1943 effettuò i rimorchi della torpediniera Lince e della motonave Ankara.
Il 3 febbraio lasciò Biserta per scortare a Napoli, insieme alle torpediniere Clio, Monsone, Uragano e Sirio, la grossa nave cisterna Thorsheimer. Al largo delle coste tunisine l’Uragano urtò una mina, che le asportò la poppa (affondò tre ore dopo portando con sé 114 uomini); il Saetta e la Clio si avvicinarono per prestare soccorso, ma dieci minuti dopo, alle 9.50 (per altre fonti alle 13.10) anche il Saetta urtò una mina a centro nave: spezzato in due dall'esplosione, s'inabissò in meno di un minuto in posizione 37°35' N e 10°37' E (a 27 miglia per 60° dall'Isle of Dogs).
I naufraghi rimasero per due giorni in balia del mare mosso prima di poter essere soccorsi: del Saetta furono recuperati solo 39 superstiti.
Scomparvero in mare 170 uomini, tra cui il comandante Picchio, che, rimasto fino all'ultimo al suo posto nell'intento di affondare con la nave, fu poi visto in acqua tra i naufraghi finché, dopo qualche ora, si allontanò dal gruppo dei superstiti insieme al suo cane lupo: alla sua memoria fu conferita la Medaglia d'oro al valor militare.
Il Saetta aveva effettuato complessivamente 163 missioni di guerra (4 con le forze navali, 5 di caccia antisommergibile, 92 di scorta convogli, 10 addestrative e 52 di trasferimento o di altro tipo), percorrendo 64.458 miglia e trascorrendo 252 giorni ai lavori.

### Comandanti
Capitano di corvetta Carlo Unger di Löwenberg (nato a Lucca l'11 dicembre 1906) (10 giugno 1940 - 31 marzo 1941)
Capitano di corvetta Giulio Sandrelli (nato a Roma il 9 giugno 1905) (1 aprile - novembre 1941)
Capitano di corvetta Antonio Biondo (nato a Maglie il 23 dicembre 1906) (novembre 1941 - 25 gennaio 1942)
Capitano di corvetta Manlio Minucci (nato a Radda in Chianti il 13 agosto 1903) (26 gennaio - 2 giugno 1942)
Capitano di corvetta Enea Picchio (nato ad Oleggio il 21 settembre 1906) (+) (20 luglio 1942 - 3 febbraio 1943)